# بات بيرك
بات بيرك (بالإنجليزية: Pat Burke)‏ (1892 في المملكة المتحدة - ) هو لاعب كرة قدم بريطاني (وحمل سابقاً جنسية المملكة المتحدة لبريطانيا العظمى وأيرلندا) في مركز نصف الجناح. لعب مع نادي بلاكبول وHebburn Argyle F.C. ‏ ودارلينجتون إف سى.